# دربار دهلی

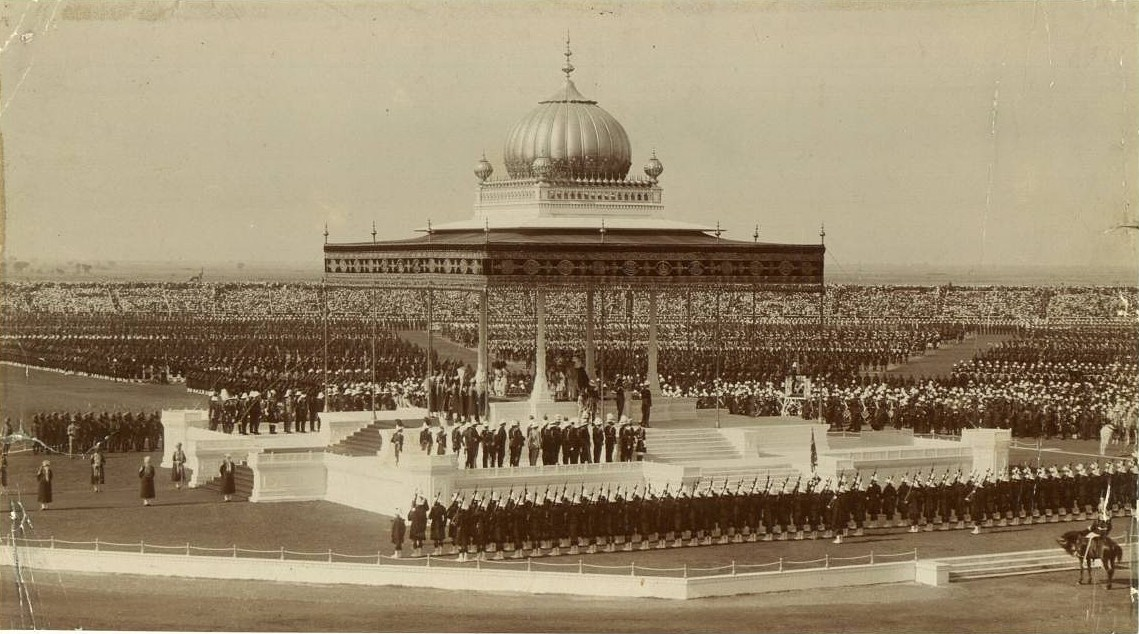
دربار دهلی در سال ۱۹۲۲ با جرج پنجم و ملکه مری

دربار دهلی (هندی: दिल्ली दरबार، اردو: دہلی دربار، انگلیسی: Delhi Durbar) به معنای دربار دهلی یک گردهمایی همگانی دوره امپراتوری بریتانیای هند بود که از سوی بریتانیایی‌ها در پارک تاجگذاری دهلی هند سازماندهی شده بود. این رویداد برای نمایش جانشینی امپراتور و امپراتریس هند انجام شده بود. این دربار که با نام دربار امپراتوری نیز شناخته می‌شود در سه نوبت در سالهای ۱۸۷۷، ۱۹۰۳ و ۱۹۱۱ در اوج امپراتوری بریتانیا برگزار شد. دًربار ۱۹۱۱ تنها درباری بود که یک امپراتور (جرج پنجم) در آن شرکت نمود. 
این واژه برگرفته از واژه گورکانی دربار برگرفته شده است. 

## بن‌مایه
- مشارکت‌کنندگان ویکی‌پدیا. «Delhi Durbar». در دانشنامهٔ ویکی‌پدیای انگلیسی، بازبینی‌شده در ۲۰ ژانویه ۲۰۲۱.